# Prvenstvo Hrvatske u vaterpolu za žene 2001.
Hrvatsko vaterpolsko prvenstvo za žene je svoje premijerno izdanje imalo 2001. godine. Sudjelovala su četiri kluba, a prvenstvo se igralo kao turnir. Prve prvakinje Hrvatske nakon neovisnosti su postale vaterpolistice POŠK-a iz Splita.

## Ljestvica
| mj | klub                        | ut | pob | ner | por | gol+ | gol- | bod |
| -- | --------------------------- | -- | --- | --- | --- | ---- | ---- | --- |
| 1. | POŠK (Split)                | 3  | 3   | 0   | 0   | 50   | 8    | 6   |
| 2. | Aurum osiguranje (Zagreb)   | 3  | 2   | 0   | 1   | 55   | 3    | 4   |
| 3. | Gusar (Sveti Filip i Jakov) | 3  | 1   | 0   | 2   | 19   | 42   | 2   |
| 4. | Kaštela (Kaštel Lukšić)     | 3  | 0   | 0   | 3   | 7    | 76   | 0   |

## Vanjske poveznice
- ZVK Primorje, povijest hrvatskih prvenstava  Arhivirana inačica izvorne stranice od 17. svibnja 2011. (Wayback Machine), pristupljeno 12. siječnja 2014.